# Cryptocephalus pominorum
Cryptocephalus pominorum là một loài bọ cánh cứng trong họ Chrysomelidae. Loài này được Burlini miêu tả khoa học năm 1956.